# Гай Корнелий Галикан
Вижте пояснителната страница за други личности с името Галикан.
Гай Корнелий Галикан (на латински: Gaius Cornelius Gallicanus) e сенатор на Римската империя през 1 век.
През 79/80 г. Галикан e проконсул на провинция Бетика, в днешна Испания. От 80/81 до 82/83 г. е легат в Лугдунска Галия. През 84 г. e суфектконсул заедно с Гай Тулий Капитон Помпониан Плотий Фирм. Император Траян го определя между 98 и 102 г. за е куратор на алиментацията.